# Brigitte Macron

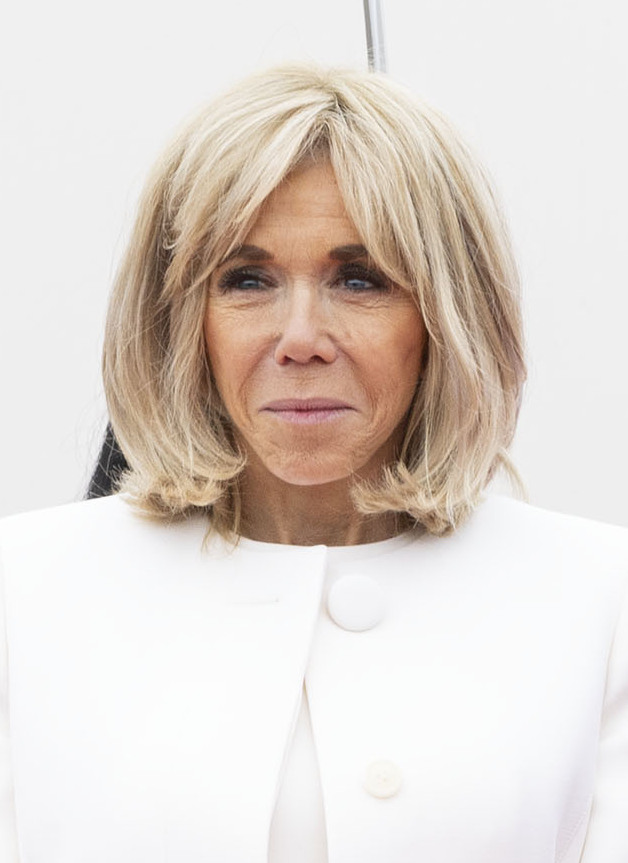
Brigitte Macron (2024)

Brigitte Marie-Claude Macron, geborene Trogneux, geschiedene Auzière (* 13. April 1953 in Amiens), ist seit Mai 2017 première dame Frankreichs. Die ehemalige Lehrerin ist Ehefrau von Staatspräsident Emmanuel Macron.

## Biographie

### Herkunft, Familie und Ehen
Brigitte Trogneux, genannt Bibi, wurde als jüngstes von sechs Kindern von Simone (geborene Pujol, 1910–1998) und Jean Trogneux (1909–1994) in der nordfranzösischen Stadt Amiens geboren. Der wohlhabenden bürgerlichen Familie gehört in Amiens ein 1872 gegründeter Confiserie-Betrieb mit Filialen in mehreren Städten der Picardie und Französisch-Flanderns, der unter anderem die lokale Spezialität Macarons d’Amiens herstellt.
Nach dem Abitur am katholischen Lycée Sacré-Cœur in Amiens 1972 schloss sie ein geisteswissenschaftliches Studium mit der Maîtrise de lettres ab und arbeitete zwei Jahre als Pressesprecherin der Regional- und Handelskammer des Départements Pas-de-Calais. Am 22. Juni 1974 heiratete Brigitte Trogneux den Bankier André Louis Auzière (1951–2019), damals Direktor der französischen Außenhandelsbank (Banque Française du Commerce Extérieur). Aus der Ehe gingen drei Kinder hervor, der Ingenieur Sébastien Auzière (* 1975), die Kardiologin Laurence Auzière (* 1977) und die Rechtsanwältin Tiphaine Auzière (* 1984).
1984 zog die Familie nach Truchtersheim bei Straßburg. 1986 erwarb Brigitte Auzière die Lehramtsbefähigung für Sekundarschulen (Certificat d’aptitude au professorat de l’enseignement du second degré, CAPES) für lettres modernes (moderne Sprachen und Literatur) und unterrichtete von 1986 bis 1991 an der protestantischen Privatschule Collège Lucie-Berger in Straßburg. 1991 ließ sich die Familie in ihrer Geburtsstadt Amiens nieder, wo Brigitte Auzière am Jesuitengymnasium Lycée la Providence Französisch und Latein unterrichtete, ehe sie – nach der Scheidung von Auzière (2006) – im Jahr 2007 an das renommierte Lycée Saint-Louis-de-Gonzague, ebenfalls eine Jesuitenschule, in Paris wechselte. Am Lycée la Providence in Amiens lernte sie den damals 15-jährigen Schüler Emmanuel Macron, einen Klassenkameraden ihrer Tochter Laurence, kennen, der an einer von ihr geleiteten Theater-AG teilnahm. Im Alter von siebzehn Jahren verliebte sich Emmanuel Macron in die knapp 25 Jahre ältere Lehrerin. Doch um einen möglichen Skandal zu vermeiden, zog er auf Wunsch seiner Eltern nach Paris und schloss dort seine Schullaufbahn ab.
Nach ihrer Scheidung heiratete Brigitte Auzière am 20. Oktober 2007 den inzwischen 29-jährigen Macron in Le Touquet-Paris-Plage, wo sie ein Haus besitzt. Macron gab seine Stellung eines Finanzdirektors im französischen Ministerium für Wirtschaft und Finanzen  auf und wurde 2008 Investmentbanker bei 
Rothschild & Cie. 2012 wurde Macron Wirtschaftsberater im französischen Präsidialamt und begann, vom damaligen Staatspräsidenten François Hollande gefördert, eine politische Karriere, die ihn 2017 selbst ins Amt des Staatspräsidenten führte. In diesem Jahr beendete Brigitte Macron ihre Lehramtstätigkeit, um die politische Laufbahn ihres Mannes zu unterstützen und als Präsidentengattin repräsentative Aufgaben zu übernehmen.

### Kommunalpolitisches Engagement
In der Zeit ihrer ersten Ehe mit André Louis Auzière lebte Brigitte Macron ab 1986 unter dem Ehenamen Brigitte Auzière mit ihrer Familie in Truchtersheim im Elsass, einer Gemeinde mit seinerzeit rund 2.000 Einwohnern, und arbeitete als Lehrerin in Straßburg. Sie kandidierte 1989 bei der Kommunalwahl auf der Kandidatenliste „Truchtersheim demain“. Ziel der Liste war es, Roger Weiss, seit 24 Jahren Bürgermeister von Truchtersheim, abzulösen. Die Liste erhielt bei den Wahlen jedoch kein Mandat. Eine Weggenossin sah die Gründe für das Scheitern darin, dass die Listenmitglieder vorwiegend aus Intellektuellenkreisen stammten, während Weiss als typischer Lokalpolitiker einer ländlichen Gegend die Unterstützung der „alten Familien“ des Ortes, von Bauern und Handwerkern gehabt habe.

### „Première Dame“ Frankreichs

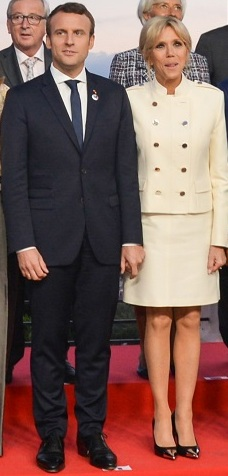
Emmanuel und Brigitte Macron auf dem G7-Gipfel 2017 in Taormina (Italien)

Im April 2016 gründete Brigitte Macrons Ehemann, Emmanuel Macron, der von 2012 bis 2014 Wirtschaftsberater und stellvertretender Generalsekretär des französischen Präsidialamtes und von 2014 bis 2016 Minister für Wirtschaft, Industrie und Digitales unter dem sozialistischen Staatspräsidenten François Hollande gewesen war, eine neue politische Bewegung, La République en Marche, an deren Spitze er sich stellte. Am 16. November 2016 gab er bekannt, dass er als unabhängiger Kandidat zur Präsidentschaftswahl 2017 antreten werde. Seitdem stand Brigitte Macron im Fokus der Öffentlichkeit. Am 7. Mai 2017 wurde Emmanuel Macron zum Staatspräsidenten gewählt, und Brigitte Macron war somit Präsidentengattin, was eine Diskussion um ihre künftige Rolle entfachte.
Anlässlich seines Amtsantritts am 14. Mai kündigte Emmanuel Macron an, dass seine Frau eine aktive „öffentliche Rolle“ spielen werde. Ihre Funktion werde genau umrissen werden, indes sei nicht vorgesehen, ihr ein Gehalt aus öffentlichen Geldern zu zahlen. Nachdem Macron jedoch verlautbarte, dass seiner Frau ein eigenes Büro und ein Mitarbeiterstab im Élysée-Palast zugedacht seien, wurde auf der Webseite change.org eine Petition gegen diese Pläne gestartet. Der Initiator, Thierry Paul Valette, wollte diese rein sachlich verstanden wissen und wandte sich entschieden gegen „jegliche sexistische Angriffe“ (die Medien thematisierten oft den Altersunterschied zwischen Brigitte und Emmanuel Macron); Brigitte Macrons Kompetenzen würden „in keiner Weise infrage gestellt“, doch einem offiziellen Status als „Première Dame“ könne aus Kostengründen nicht zugestimmt werden. Das Budget für ihre Stabsstelle wurde mit rund 450.000 Euro jährlich beziffert.
Die Rolle der Première Dame war in Frankreich seit langem umstritten, der Begriff an sich überhaupt erst seit der Präsidentschaft Nicolas Sarkozys (2007–2012) üblich geworden, dessen Frau, das ehemalige Model Carla Bruni, eine mediale Aufmerksamkeit weckte, die über die früherer Präsidentengattinnen hinausging. Traditionell begleitet die Präsidentengattin ihren Mann bei ausgewählten Anlässen, insbesondere zur Repräsentation Frankreichs bei internationalen Zusammenkünften, Gipfeltreffen und Konferenzen, organisiert die Gastgeberschaft bei Empfängen im Elysée-Palast und nimmt Aufgaben zur Förderung der Wohltätigkeit wahr. Dabei hatte sie ein Büro und einen Sekretär, hielt sich meist aber im Hintergrund, ohne über eine klar definierte Position zu verfügen. Demgegenüber galt Brigitte Macron von Anfang an als aktive Förderin ihres Mannes, die ihn schon während seines Wahlkampfs begleitete und als seine Beraterin präsent war.
Auf der Internetseite des französischen Präsidialamtes wurde am 21. August 2017 die Charte de transparence relative au statut du conjoint du Chef de l’État (Karta zur Transparenz des Status des Ehegatten des Staatsoberhauptes) veröffentlicht. Darin werden frühere Verlautbarungen des Präsidenten, Emmanuel Macron, bestätigt, und es heißt:

Les coûts de fonctionnement associés au conjoint du Chef de l’État feront l’objet d’une présentation transparente dans la comptabilité analytique de l’Élysée, soumise au contrôle de la Cour des Comptes qui en rendra compte publiquement par un rapport spécifique. À la fin de chaque mois, un récapitulatif de l’agenda de Madame Brigitte Macron sera rendu public […] Elle effectuera régulièrement un bilan de ses actions.

„Die Kosten … werden in der Buchhaltung des Elysée-Palastes dargestellt, die der Kontrolle des staatlichen Rechnungshofes unterliegt, der darüber in einem gesonderten Bericht öffentlich Rechenschaft ablegen wird […] Madame Macron veröffentlicht am Ende jeden Monats einen Tätigkeitsbericht.“

Mit diesem Schritt beabsichtigte das Präsidialamt, die Aufgaben und Ressourcen der Präsidentengattinnen aus dem Bereich des persönlichen Ermessens, das bis dahin zu überwiegen schien, ins Licht der Öffentlichkeit zu tragen und zugleich einen konkreten Arbeitsbereich für Brigitte Macron (Repräsentation, Wohltätigkeit etc.) inklusive die personelle und infrastrukturelle Ausstattung ihrer Tätigkeit (zwei Berater aus dem Mitarbeiterstab des Präsidenten, Sekretariat, Personenschutz, Finanzierung aus dem Budget des Präsidialamtes) festzulegen, nachdem unter früheren Präsidentschaften immer wieder Kritik insbesondere an der Finanzführung der die Präsidentengattinnen betreffenden Aktivitäten geäußert worden war. Nach Emmanuel Macrons Amtsantritt am 14. Mai 2017 richtete Brigitte Macron ihr Büro im Salon des Fougères im l'Aile Madame (wörtlich: Damentrakt) im Parterre des Élysée-Palastes ein, einer Räumlichkeit, die bereits Cécilia Sarkozy, Carla Bruni-Sarkozy und Valérie Trierweiler als Arbeitsplatz gedient hatte.
Als Schwerpunkt ihres gesellschaftlichen Engagements definierte Brigitte Macron „l’inclusion des personnes en situation de handicap, la protection de l’enfance et la lutte contre le harcèlement scolaire“ (Inklusion von Menschen mit Behinderung, Kinderschutz und Kampf gegen Mobbing in der Schule). Im September 2018 initiierte sie das Projekt LIVE (L’Institut des Vocations pour l’Emploi) zur Begleitung und Fortbildung junger Menschen über 25 Jahren, die weder über eine Arbeitsstelle noch eine Ausbildung verfügen. Sie übernahm darin den Vorsitz, leitet den pädagogischen Stab und gibt Literatur- und Theaterkurse. Eine erste Niederlassung zur Aufnahme von 60 Personen wurde im September 2019 in Clichy-sous-Bois eröffnet; weitere Niederlassungen befinden sich in Valence und Roubaix im Aufbau. Im Juni 2019 wurde Brigitte Macron zur Vorsitzenden der Fondation Hôpitaux de Paris-Hôpitaux de France gewählt, einer Stiftung, die sich für die Verbesserung der Arbeitsbedingungen des Krankenhauspersonals und der Patientenpflege in Frankreich einsetzt.

### Trivia
Im Jahr 2016 beauftragten Emmanuel und Brigitte Macron die Fotografin Michèle (Mimi) Marchand, Geschäftsführerin der Pariser Fotoagentur Best Image, Portraitserien von ihnen anzufertigen und zu vermarkten. Allein 2017, dem Jahr des Präsidentschaftswahlkampfs, gelangten Marchands Fotos sechsmal auf die Titelseite der auflagenstarken französischen Illustrierten Paris Match. Beobachter urteilten, die kontinuierliche Darstellung des Kandidaten mit seiner Frau sollten – trotz seiner Kinderlosigkeit und des bemerkenswerten Altersunterschieds der Ehepartner – traditionelle Familienwerte transportieren, die seiner Wahl förderlich sein konnten. Auch nachdem Emmanuel Macron zum Staatspräsidenten gewählt worden war, galt Marchand als inoffizielle Beraterin Brigitte Macrons, und ihre Firma, Best Image, hält das exklusive Recht, den Präsidenten mit seiner Frau abzubilden.
Zeitungen und Magazine thematisieren öfter den Kleidungsstil Brigitte Macrons. 2024 hatte sie einen Gastauftritt in der US-amerikanischen Netflix-Serie Emily in Paris.